# Feldbahn Peschelan
| Feldbahn Peschelan        | Feldbahn Peschelan  |
| ------------------------- | ------------------- |
|                           |                     |
| Streckennetz (Stand 2013) |                     |
| Streckenlänge:            | 4 km                |
| Spurweite:                | 750 mm (Schmalspur) |
| Streckengeschwindigkeit:  | 30 km/h             |
|                           |                     |

Die Feldbahn Peschelan (russisch Узкоколейная железная дорога Пешеланского гипсового завода «Декор-1» Uskokolejnaja schelesnaja doroga Peschelanskowo gipsowowo sawoda «Dekor-1») ist eine Feldbahn beim Gipswerk der Firma Dekor-1 in den Industriegebieten Peschelan, Bebyaevo und Novoselki bei der Universitätsstadt Arsamas in der russischen Oblast Nischni Nowgorod.

## Geschichte
Der erste Streckenabschnitt der Schmalspurbahn mit einer Spurweite von 750 mm wurde 1946 in Betrieb genommen. Die 4 km lange Strecke dient der Beförderung von Gips aus einer Gipsgrube zum Gipswerk Dekor-1 in Peschelan (russisch Пешеланский гипсовый завод; auch Декор-1). Pro Tag verkehren dort 10 Züge.

## Schienenfahrzeuge

### Diesellokomotiven
- ТУ6А – № 2574 (Denkmal am Gipswerk «Dekor-1»)
- ТУ6А – № 1208
- ТУ8 – № 0342, 0340

### Wagen
- Flachwagen
- Hunt für Gips

### Bahndienstfahrzeuge
- Schneepflug
- Eisenbahn-Draisine

## Galerie

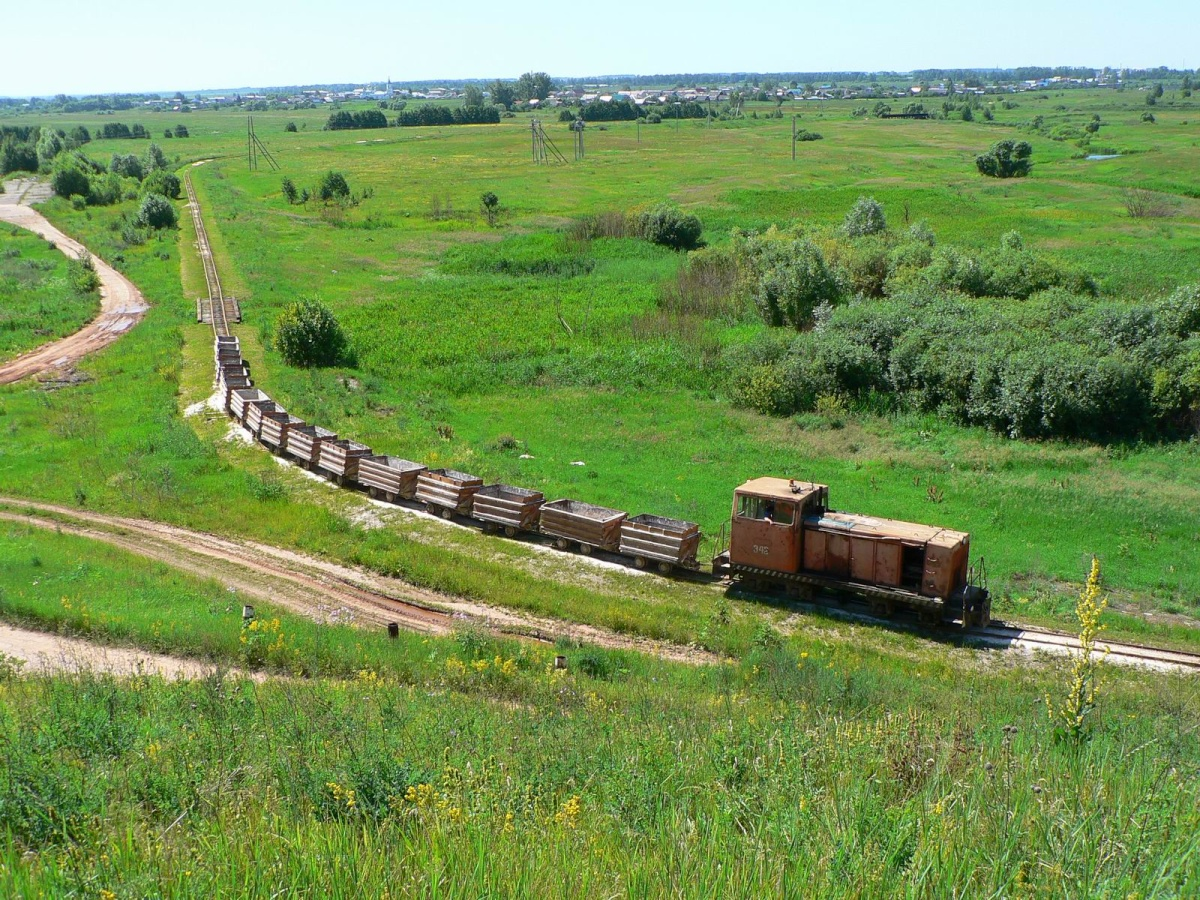
ТУ8 – № 0342 (2014)
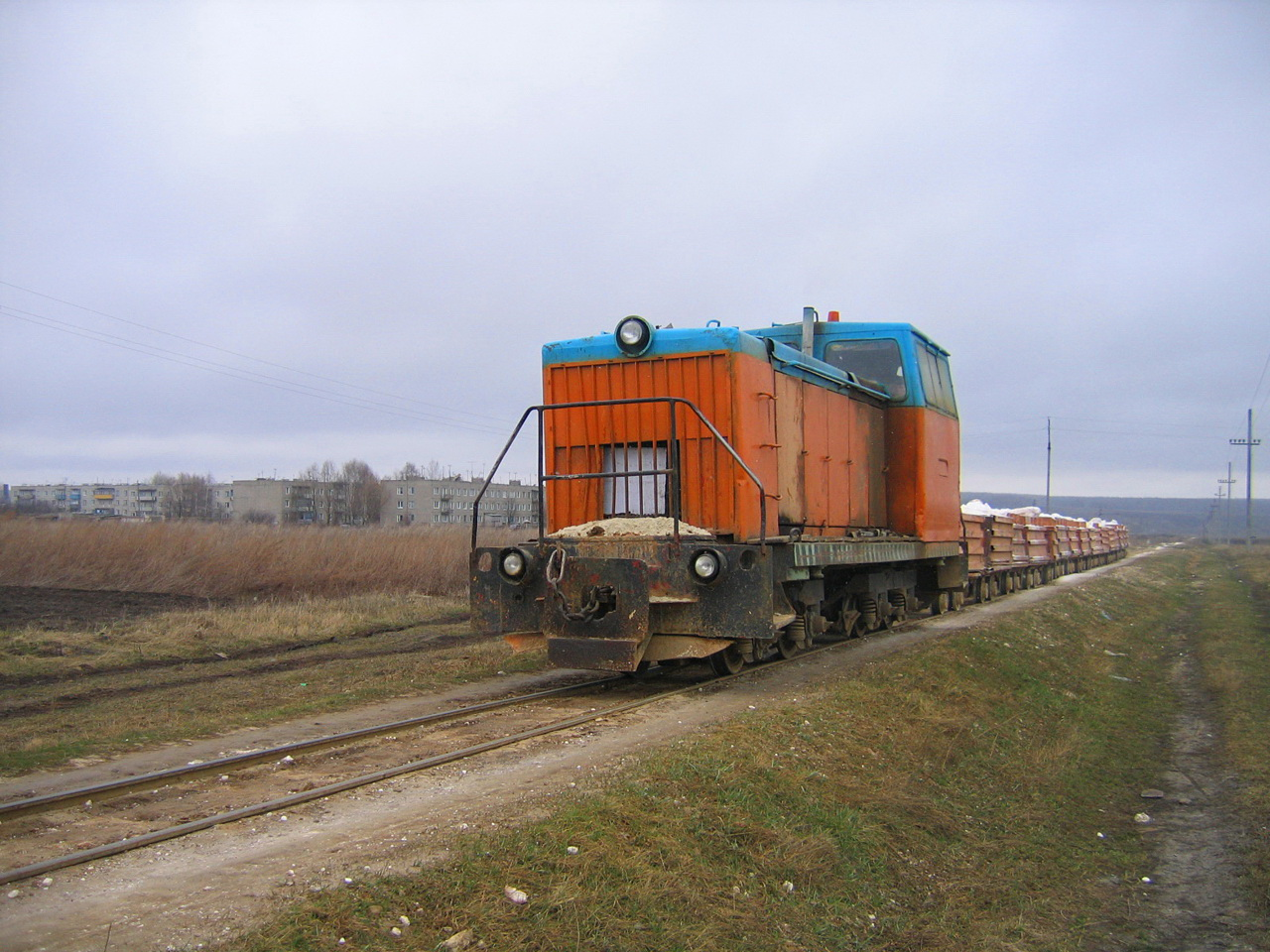
ТУ8 – № 0340 (2007)
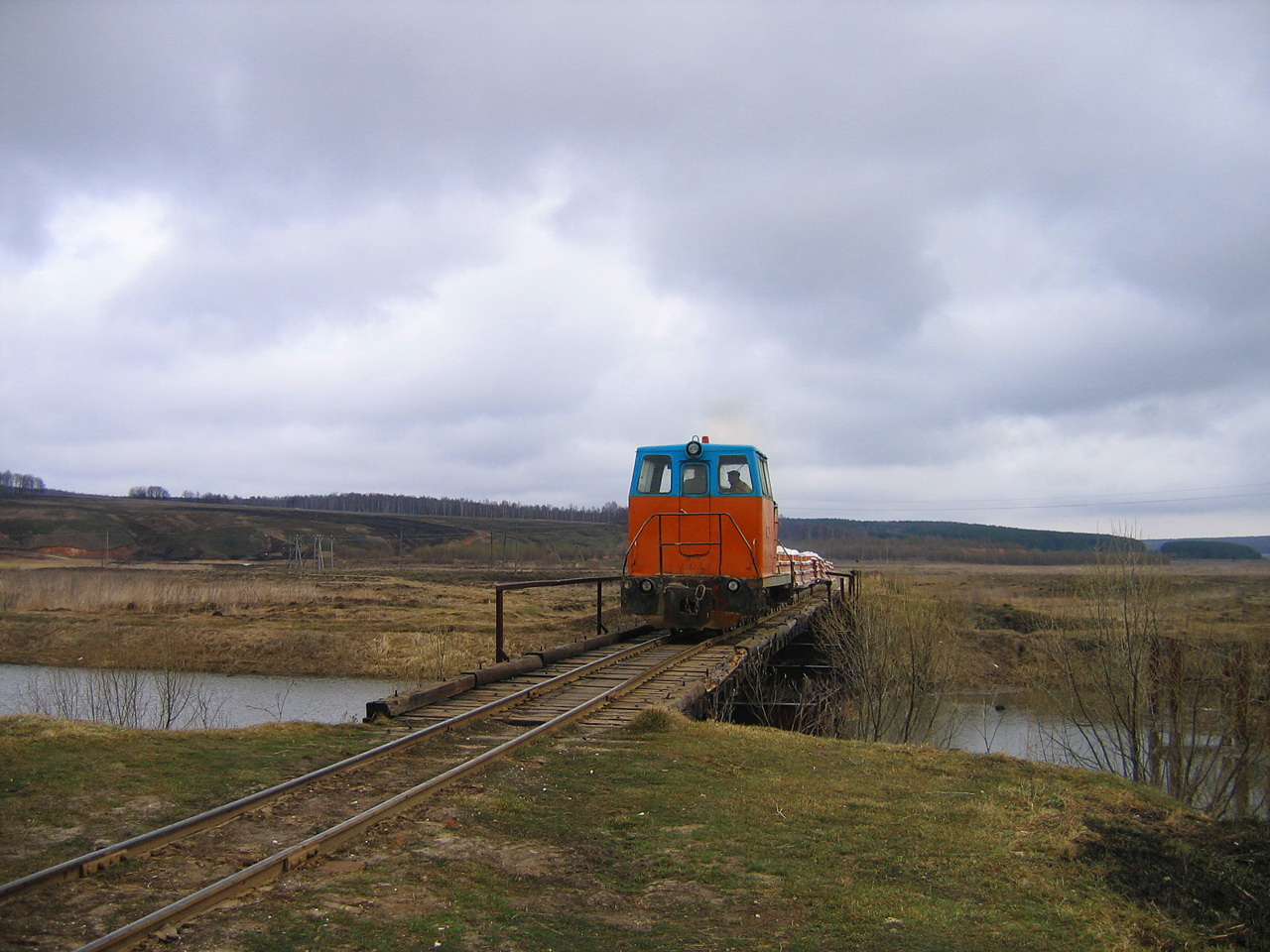
Brücke über den Fluss Tjoscha (2007)
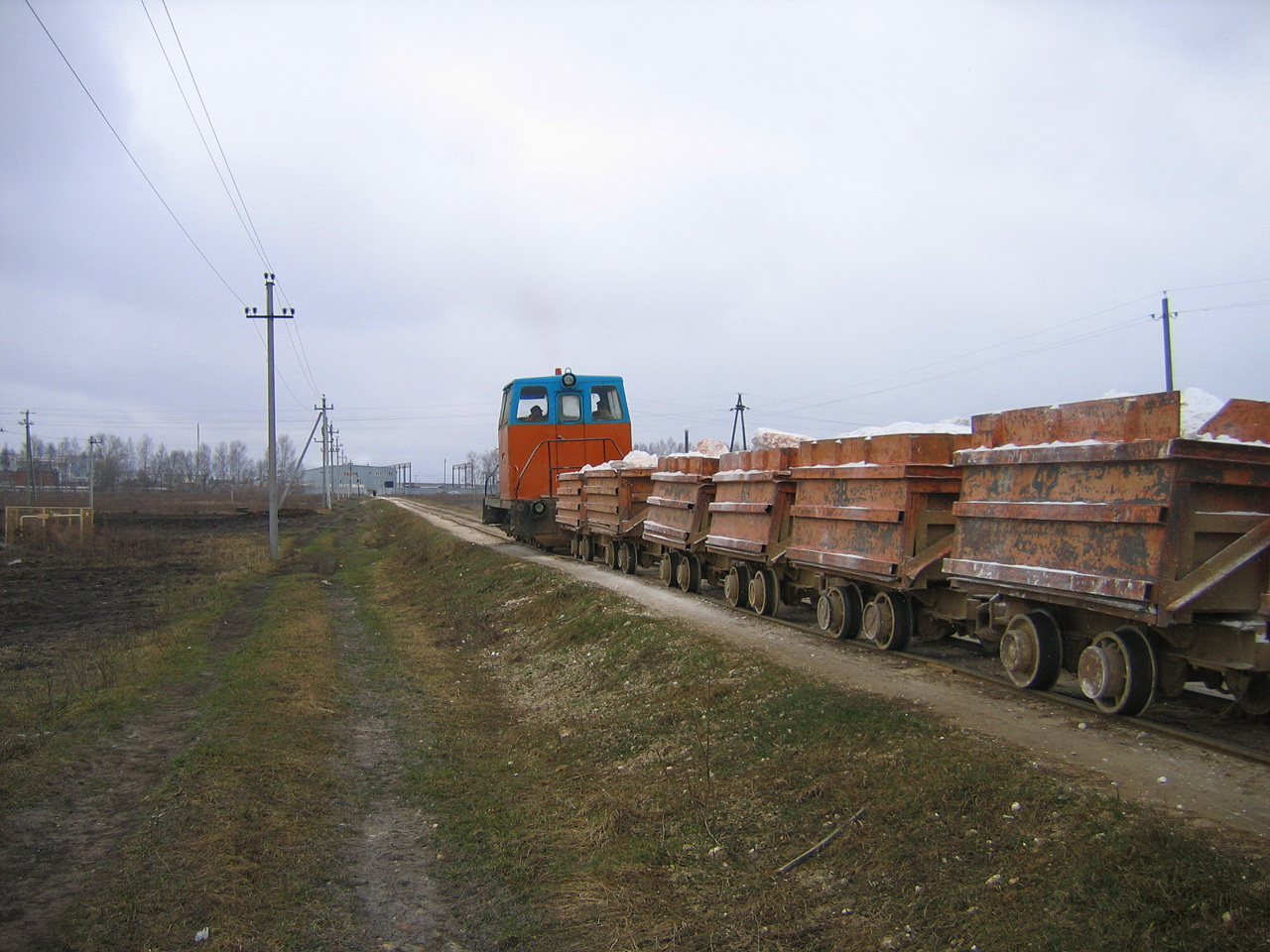
ТУ8 – № 0340 (2007)
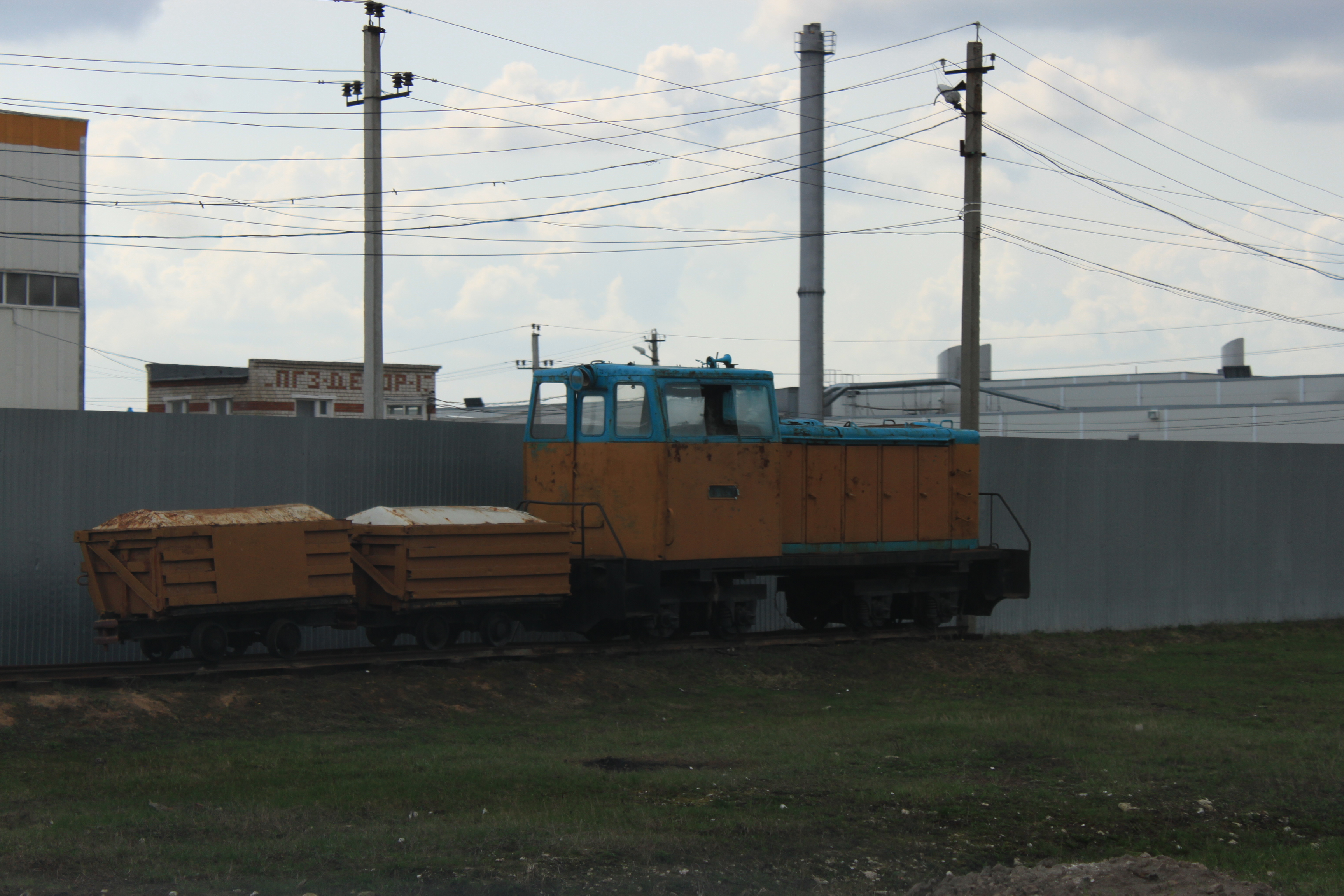
ТУ6А – № 2574 Denkmal in Bebjajewo  (2012)
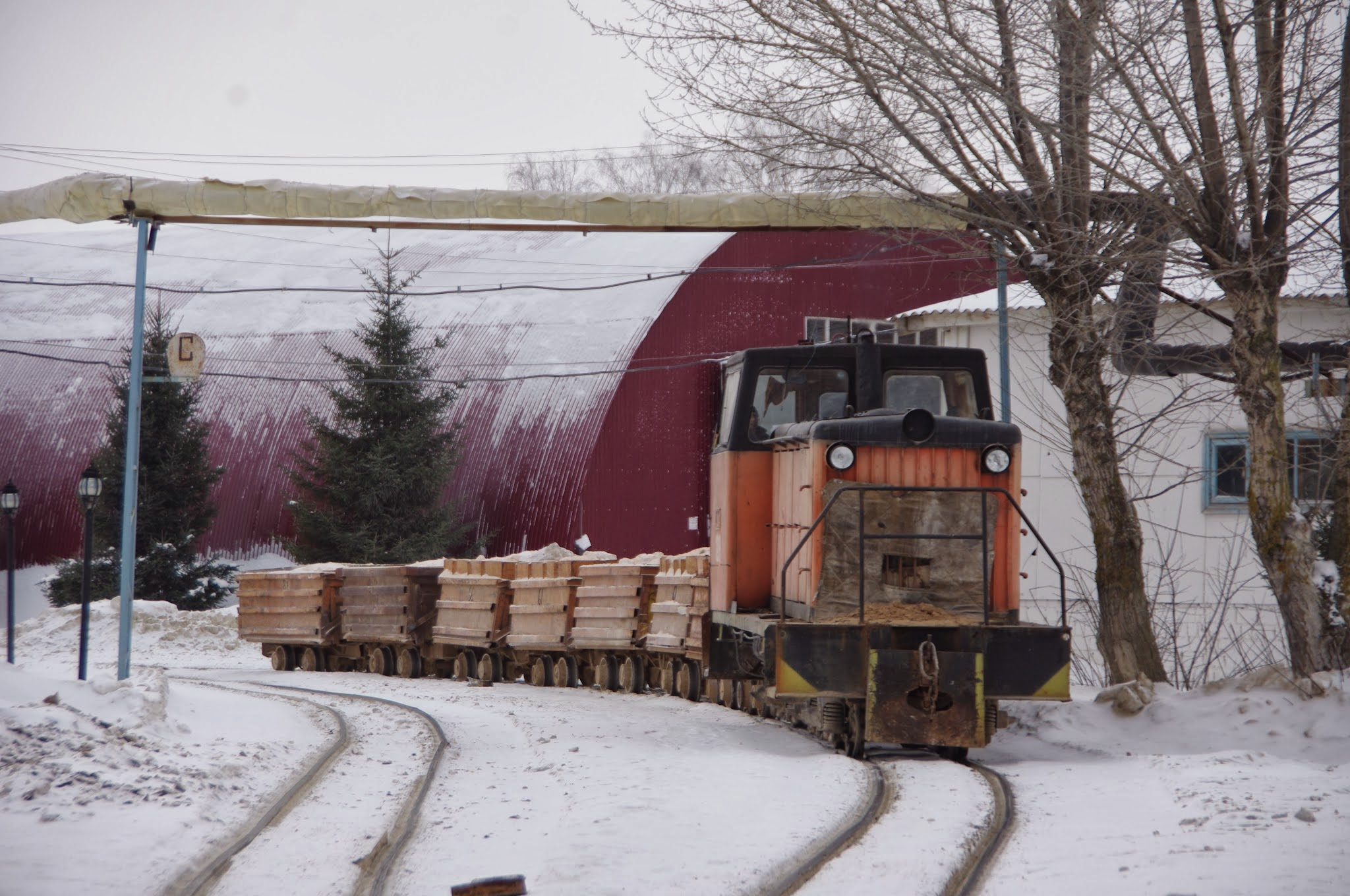
ТУ6А – № 1208 in Bebjajewo (2014)
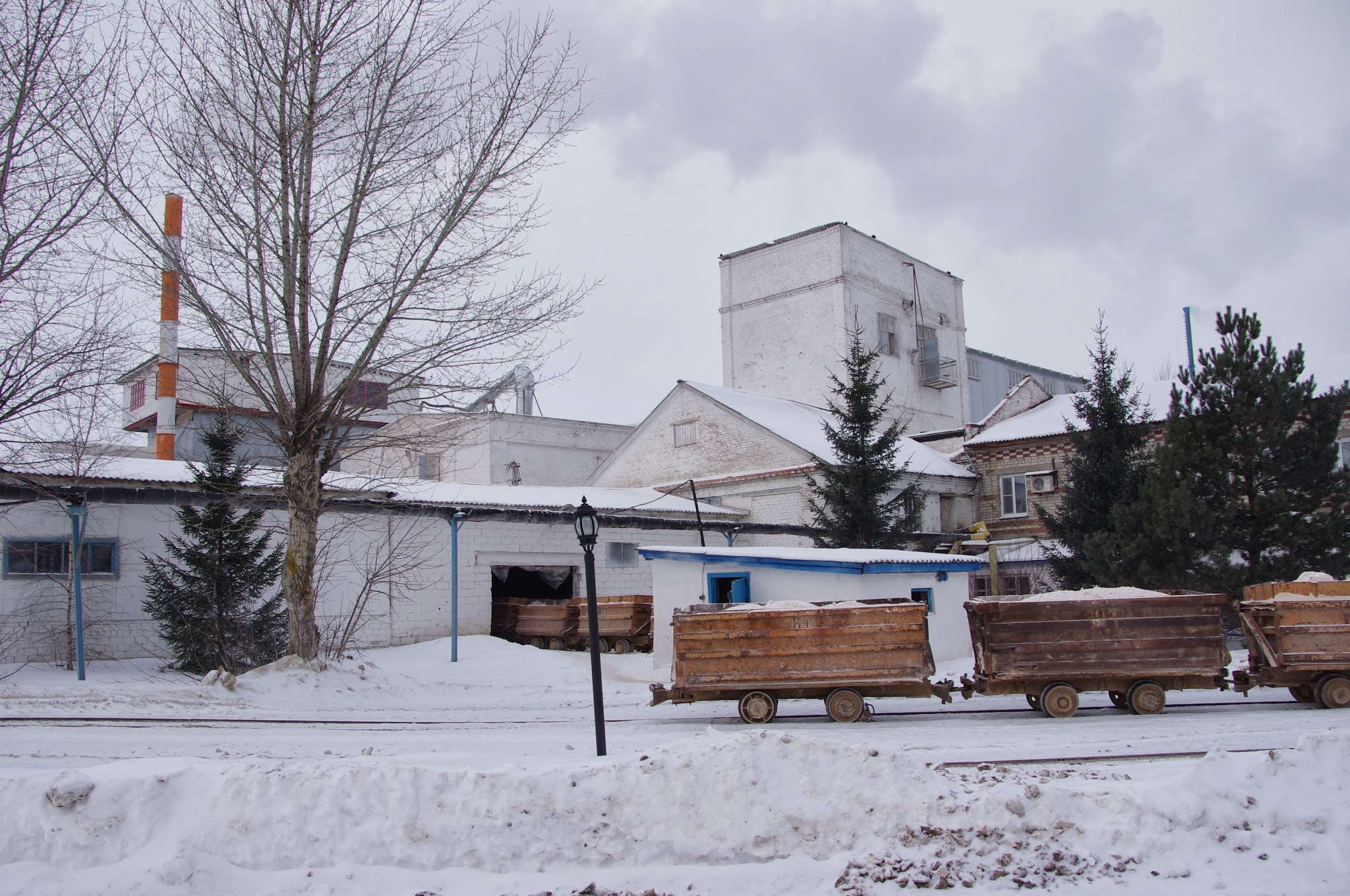
Gipsloren in Bebjajewo (2014)